# سيلغوفي
سيلغوفي كان موطن السيلغوفي في الساحل الجنوبي ل اسكتلندا، وهي مذكورة بإيجاز في جغرافية بطليموس، ولا يوجد سجل تاريخي آخر لها.

## السجل التاريخي

### بطليموس
السجل الوحيد ل سيلغوفي ومدنهم هو ذكرهم من قبل بطليموس في c. 150. يظهر اسمهم في القرن الثامن باسم 'سيلغوفي' ولكن الوثيقة هنا تعتبر نسخة غير كاملة من المصادر الكلاسيكية مثل بطليموس، وليست مرجعًا تاريخيًا مستقلًا.
وتعتبر سيلغوفي هي فريدة من بين الشعوب التي يسميها بطليموس في أن موقعها معروف بشكل موثوق به بسبب المميزات المادية التي يمكن التعرف عليها بسهولة.
قال بطليموس إنه لم تكن هناك مدن لسيلجوفاي، على هذا النحو للمنطقة في ذلك الوقت، لذلك كان على الأرجح يشير إلى معسكرات الجيش الروماني ونقاط قوية محلية 
وقد بُذلت جهود لتحديد مواقع المدن، لكن لا توجد معلومات كافية للوصول إلى أي درجة من اليقين.

### العصر الروماني
تشير الأدلة الأثرية إلى أن شعب سيلغوفي كانوا يعيشون في نوعين رئيسيين من المستوطنات: أكواخ مبنية بالحجارة وما يسمى ب ـ«حاويات مجوفة»، تم التخلي عن بعضها في القرن الأول الميلادي بينما تم تأسيس بعضها في القرن الثاني وتطورت إلى هياكل متعددة.
وقد عاشوا في المنطقة منذ العصر البرونزي ، وخلال العصر الحديدي ما قبل الروماني.
يشير نمط الحصون الذي نشأ بعد ذلك في المنطقة من قبل الرومان إلى أن سيلغوفي عاشت في عدد من المجتمعات المتميزة، وكان لديهم درجة عالية من التنظيم القبلي والسياسي، ويعتقد أن لديهم مركز القبائل بالقرب من ميلروز.
قاموا ببناء عدد كبير من التلال، وهو ما قد يفسر سبب استهداف الرومان لهم قبل القبائل الأقل تنظيماً وبالتالي أقل تهديداً للغرب والشمال.
كانت أراضي سيلغوفي مزروعة بشكل كبير بالحصون الرومانية في هذا الوقت، أن سيلغوفي كانوا من بين الشعوب البريطانية التي قاومت بشدة الاحتلال الروماني.
بعد إعادة تنظيم شمال بريطانيا الرومانية وبناء جدار هادريان، كانت الحصون الرومانية الوحيدة في إقليم سيلجوفاي في بيرنز وهولبي. ومع بناء الجدار الأنطوني وإعادة احتلال المنطقة الواقعة شمال جدار هادريان، تمت زراعة أراضي سيلجوفاي مرة أخرى بكثافة مع الحصون الرومانية، لم تكن هناك حصون رومانية مزروعة في أراضي بلدة نوفانتاي المجاورة.

#### التقارب الثقافي
تعتبر سيلغوفي جزءًا لا يتجزأ من قبيلة بريجانتس.
الأدلة الأثرية شحيحة، ولكنها تعود إلى الحقبة الرومانية ونقش موجود في (الروم) يقول تاسيتوس أن بريجانتس كانت قبيلة كبيرة، وتم العثور على القطع الأثرية في جميع أنحاء المنطقة شمال جدار هادريان، سواء في إنجلترا أو في أسكتنلدا.
كان البراغيون مزعجين للحكم الروماني، وقاوموا بقوة الاحتلال الروماني الأولي وكثيرا ما كانوا يرتفعون في جهودهم للتخلص من الحكم الروماني. وكان الرد الروماني قوة ساحقة وما تلاها من زراعة ثقيلة من حصون الاحتلال. وكان لديهم مزرعة كبيرة من الحصون في منطقة سيلغوفي يشبه الاحتلال الروماني وعلى عكس العلاج الرومانية الشعوب المجاورة الأخرى الذين كانوا معروفين في حالة حرب مع الرومان.